# Toxorhina (Ceratocheilus) bistyla
Toxorhina (Ceratocheilus) bistyla is een tweevleugelige uit de familie steltmuggen (Limoniidae). De soort komt voor in het Oriëntaals gebied.